# Lake Plattaway
Lake Plattaway is een meer in het oosten van de Australische deelstaat Queensland.
Het ligt in de benedenloop van de Connors River, dicht bij de monding in de Isaac River.